# Peceneaga
Peceneaga község Tulcea megyében, Dobrudzsában, Romániában.

## Fekvése
A település az ország délkeleti részén található, a megyeszékhelytől, Tulcsától hetven kilométerre délnyugatra, a Duna Măcin-ágának jobb partján.

## Története
Régi török neve Peçenek, mely a besenyők török névváltozata, akik a 10. - 11. században ezen a vidéken telepedtek le. Első írásos említése 1573-ból való. A település iskoláját 1880-ban alapították.

## Lakossága
A nemzetiségi megoszlás a következő:
| 2002     | 2002 | 2002   |
| -------- | ---- | ------ |
| Románok  | 2050 | 99,95% |
| Magyarok | 1    | 0,04%  |
| Összesen | 2051 | 100,0% |